# Zamarada eroessa
Zamarada eroessa là một loài bướm đêm trong họ Geometridae.